# Вилхелм Александер фон Дона-Шлодиен
Вилхелм Александер фон Дона-Шлодиен (на немски: Wilhelm Alexander von Dohna-Schlodien; * 31 януари 1695, Морунген/Мораг, Полша; † 9 юли 1749, Малмиц/Маломице при Шпротава, Полша) от род Дона, линия Шлодиен, е бургграф и граф на Дона-Шлодиен в Източна Прусия/Полша и пруски генерал-лейтенант.

## Биография
Той е вторият син (от единадесет деца) на генерал и дипломат, бургграф и граф, Кристоф I фон Дона-Шлодиен (1665 – 1733) и съпругата му графиня и бургграфиня Фреде-Мария фон Дона (1660 – 1729), дъщеря на бургграф и граф Кристиан Албрехт фон Дона (1621 – 1677) и София Доротея ван Бредероде (1620 – 1678). Братята му са Карл Флорус (1693 – 1765), бургграф и граф на Дона-Шлодиен, Кристоф II (1702 – 1762), пруски генерал, и Кристиан (1704 – сл. 1733, Америка). Сестрите му са Амалия (1692 – 1761), омъжена 1715 г. за 1. княз Ханс Карл фон Каролат-Бойтен (1688 – 1763), Фреде-Мария (1695 – 1772), омъжена 1714 г. за бургграф и граф Адолф Кристоф фон Дона-Лаук (1683 – 1736), и Урсула Анна (1700 – 1761), омъжена 1721 г. за херцог Фридрих Вилхелм II фон Шлезвиг-Холщайн-Зондербург-Бек (1687 – 1749).
Вилхелм Александер фон Дона-Шлодиен отива през 1708 г. в пруския регимент Нр. 5 (Армин). На 1 декември 1713 г. той става хауптман (капитан), на 20 януари 1716 г. майор, 1719 г. полковник-лейтенант и през 1728 – полковник. При Фридрих II той получава през 1740 г. новообразувания инфантери-регимент Нр. 38. През 1742 г. той е генерал-майор и на 18 март 1745 г. генерал-лейтенант. Получава Ордена „Черен орел“.
Вилхелм Александер се бие в похода в Померания 1715/1716 г. и в двете войни в Силезия.

## Фамилия
Вилхелм Александер фон Дона-Шлодиен се жени на 4 ноември 1722 г. в Малмиц за графиня Хенриета фон Роедер (* 8 януари 1694; † 13 февруари 1760/ юни 1778), дъщеря на граф Хайнрих Готлоб фон Роедер (1646 – 1726), господар в Малмиц, и фрайин Анна Елизабет Заурма фон дер Йелч (1663 – 1708). Те имат три деца:
- Вилхелм Кристоф Готлоб (* 13 ноемврир 1724; † 17 август 1787), женен на 10 ноември 1760 г. за графиня Фридерика фон Райхенбах (* 10 май 1740; † 17 март 1814), дъщеря на граф Хайнрих Леополд фон Райхенбах-Гошюц (1705 – 1775) и графиня Фридерика Шарлота фон Шьонайх-Каролат (1720 – 1741), дъщеря на 1. княз Ханс Карл фон Каролат-Бойтен (1689 – 1763) и бургграфиня и графиня Амалия фон Дона-Шлодиен (1692 – 1761); има седем деца
- София Амалия (* 18 юни 1728; † 16 декември 1793), омъжена на 16 ноември 1750 г. в Лигниц/Лигница за граф Ханс Готлоб фон Шьонайх-Каролат (* 27 февруари 1726; † 5 декември 1803), син на 1. княз Ханс Карл фон Каролат-Бойтен (1689 – 1763) и бургграфиня и графиня Амалия фон Дона-Шлодиен (1692 – 1761), дъщеря на бургграф и граф Кристоф I фон Дона-Шлодиен (1665 – 1733) и бургграфиня и графиня Фридерика Мария фон Дона-Шлобитен (1660 – 1729)
- Фридрих Александер (1727 – 1728)